# E:U
E:U（イユ、이유、1998年5月19日 - ）は、韓国の歌手。EVERGLOWのメンバーであり、リーダー、メインラッパー、メインダンサー担当。YUE HUA Entertainment初の女性練習生。身長162cm、血液型O型。